# Kotlina Cajdamska

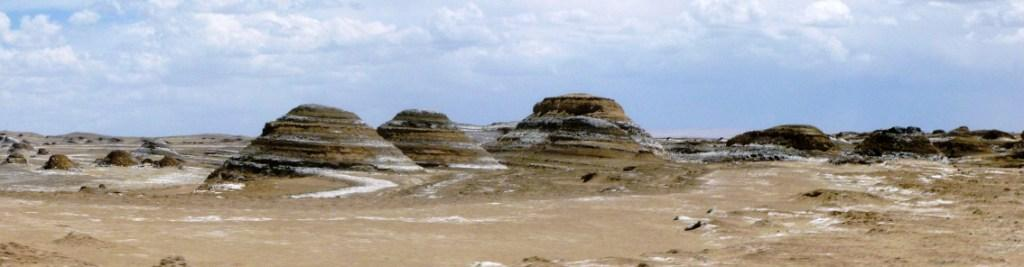
Jardangi w Kotlinie Cajdamskiej

Kotlina Cajdamska, Cajdam (chiń. upr. 柴达木盆地; chiń. trad. 柴達木盆地; pinyin Cháidámù Péndì) – bezodpływowa kotlina tektoniczna w północno-wschodniej części Wyżyny Tybetańskiej, w zachodnich Chinach, otoczona górami Ałtyn-Tag i Qilian Shan oraz południowo-wschodnimi pasmami Kunlunu. Zajmuje powierzchnię ok. 250 tys. km², a jej dno znajduje się na wysokości 2600–3000 m n.p.m.
Kotlina została utworzona w orogenezie alpejskiej. W jej podłożu występują sfałdowane podczas ruchów kimeryjskich morskie skały węglanowe i okruchowe mezozoiku. Przykrywają je trzecio– i czwartorzędowe skały okruchowe pochodzące z niszczenia otaczających gór. Północna część kotliny jest pagórkowata, natomiast część południowa przechodzi w równinę. Z okalających gór ku centrum doliny spływają niewielkie rzeki do słonych jezior bezodpływowych. Na zachodzie rozwinęły się pod wpływem korazji pola jardangów, a u podnóży gór stożki napływowe i zrównania podstokowe. W kotlinie występuje roślinność półpustynno–stepowa, chociaż istnieją także rozległe obszary o charakterze pustynnym z polami wydmowymi, płytkimi, wyścielonymi zasolonymi iłami takyrami, solniskami i słonymi jeziorami. Panuje górska odmiana klimatu podzwrotnikowego, wybitnie suchego, z roczną sumą opadów do 150 mm.
W Kotlinie Cajdamskiej występują duże złoża soli kamiennej, potasu, boru, węgla, ropy naftowej oraz rudy żelaza.
Nazwa „Cajdam” pochodzi z języka mongolskiego i dosłownie oznacza solnisko.